# Личное... (альбом)
«Личное...» — пятый студийный альбом российской певицы Юлии Савичевой, выпущенный 4 ноября 2014 года компанией «Монолит».

## Об альбоме
«Личное...» является четвёртым альбомным релизом исполнительницы, выпущенным спустя 2 года после предыдущего релиза «Сердцебиение» 27 октября 2012 года, записанным в 2016 году в Москве на студии лейбла «Монолит». Альбом является совместной работой Юлии Савичевой и её супруга Александра Аршинова. Обложка альбома выполнена в чёрно-белом формате. На фото она обнимает мужчину, возможно это её муж - Александр Аршинов. Трек-лист включает 13 новых композиций, каждая из которых маленькая личная история певицы: «Я назвала альбом «Личное», потому что это очень честные и откровенные песни, которыми долгое время я боялась поделиться с поклонниками. Я боялась, потому что переживала, думала что люди не поймут их, но сейчас я решила сыграть в рулетку» — прокомментировала выход нового альбома Юлия Савичева.

## Реакция критики
Альбом «Личное...» получил, в целом, положительные отзывы от критиков. Критик «InterMedia» Алексей Мажаев поставил 3 звезды из 5 возможных. В своей рецензии автор отметил, что ни в одной из предыдущих пластинок Юлия не была столь откровенной в прямом контакте со слушателем. «Стихи вполне ученические, да и декламирует Савичева похуже, чем поёт, зато чувствуется, что они написаны не «на продажу», а предназначались любимому человеку» — замечает Алексей. Также Мажаев говорит, что в альбоме нет хитов, да и вообще по большому счёту поп-песен. Одна из композиций называется «Романс о женщине» и по мнению автора - это определение вполне могло бы стать подзаголовком пластинки. «Юля и Саша записали сборник негромких баллад и романсов, в аранжировке которых преобладает фортепиано, а голос солистки нигде не звучит громко, демонстрируя в основном её способности работать на полутонах». Из запоминающихся мелодий рецензентом было выделены, припев «Камелий» и «Огни большого города», так же подчеркнул, что концепция альбома-дневника, альбома-размышления «женщины, которая поёт», нигде не нарушается. В конце своей рецензии, Алексей Мажаев задался лишь одним вопросом: «Почему у идеальной пары молодожёнов столь грустное, даже трагическое мироощущение?».

## Список композиций
| №                   | Название                                                | Автор(ы)            | Длительность |
| ------------------- | ------------------------------------------------------- | ------------------- | ------------ |
| 1.                  | «Моё ты вдохновение» (стихотворение)                    | Юлия Савичева       | 1:23         |
| 2.                  | «Камелии»                                               | Александр Аршинов   | 5:31         |
| 3.                  | «Что есть любовь?» (стихотворение)                      | Ю. Савичева         | 1:38         |
| 4.                  | «Белый самолёт»                                         | А. Аршинов          | 3:34         |
| 5.                  | «Сижу у распахнутой двери» (стихотворение)              | Ю. Савичева         | 0:50         |
| 6.                  | «Маяки»                                                 | А. Аршинов          | 3:40         |
| 7.                  | «Мы — тени прожитых надежд» (стихотворение)             | Ю. Савичева         | 1:04         |
| 8.                  | «Романс о женщине»                                      | А. Аршинов          | 4:46         |
| 9.                  | «Проснись и пой» (стихотворение)                        | Ю. Савичева         | 1:57         |
| 10.                 | «Огни большого города»                                  | А. Аршинов          | 3:23         |
| 11.                 | «А за окном кружит метель» (стихотворение)              | Ю. Савичева         | 1:04         |
| 12.                 | «Тай как снег»                                          | А. Аршинов          | 4:00         |
| 13.                 | «Готовлюсь сделать первый шаг на сцену» (стихотворение) | Ю. Савичева         | 1:06         |
| Общая длительность: | Общая длительность:                                     | Общая длительность: | 33:56        |

## Награды и номинации
| Год  | Премия      | Номинируемая работа | Категория          | Итог      |
| ---- | ----------- | ------------------- | ------------------ | --------- |
| 2014 | Русский Топ | «Личное...»         | Лучший альбом года | Номинация |